# Tirinto
Tirinto fu un'antica città dell'Argolide, in Grecia, situata nel settore sud-orientale della piana di Argo. Fa parte dell'elenco dei patrimoni dell'umanità dell'UNESCO.
Della città restano soltanto alcuni resti archeologici: le mura e le rovine del Palazzo reale, scoperto da Heinrich Schliemann e Christos Tsountas nel 1884-1885, anche se risalgono al 1780 i primi disegni di Fauvel, mentre i primi scavi erano stati effettuati nel 1831 per opera di Thiersh. La cinta muraria fu rifatta, ampliata per ben tre volte e furono incrementati i magazzini e, grazie a due gallerie sotterranee, non mancò l'approvvigionamento idrico per la città. È stata portata alla luce anche una necropoli di tombe a camera arricchite da corredi di ceramica.

## Mitologia
Nella mitologia greca si diceva che la città avesse preso il nome da Tirinto, figlio di Argo e nipote di Zeus e Niobe, discendente di Inaco.
La tradizione associa le mura a Preto, figlio di Abante (discendente di Egitto) e quindi fratello di Acrisio, i quali si scontrarono per il trono di Argo. Secondo la leggenda, Preto, inseguito da suo fratello, fuggì in Licia. Con l'aiuto dei Lici, riuscì a tornare in Argolide. Lì, Preto occupò Tirinto e la fortificò con l'assistenza dei Ciclopi muratori detti Gasterochiri. Tirinto infatti viene citata per la prima volta da Omero che ne aveva elogiato le mura imponenti.
Così la leggenda greca collega i tre centri Argolici con i tre eroi mitici: Acrisio, re della colonia dorica di Argo; suo fratello Preto, fondatore di Tirinto e suo nipote Perseo, re inizialmente di Argo ma poi scambiò il trono di Tirinto col cugino Megapente e fondò Micene. Ma questa tradizione nacque all'inizio del periodo storico, quando Argo stava combattendo per diventare il potere egemonico nella zona e aveva bisogno di un passato glorioso per competere con le altre due città. 
A Tirinto Bellerofonte venne accolto presso la corte dopo essere fuggito da Corinto ove aveva ucciso per errore il re Bellero. Per purificarsi venne accolto a corte da Preto. La moglie di Preto Stenebea se ne invaghì e tentò di sedurlo vanamente. Questa per vendicarsi disse al marito che Bellerofonte aveva provato a sedurla e per questa ragione doveva condannarlo a morte, ma il re non se la sentì di uccidere un ospite per non violare la xenia, così lo mandò in Licia dove chiese al re Iobate di ucciderlo, ma questi preferì mandarlo a uccidere la terribile chimera.
Eracle giunse a Tirinto per servire Euristeo, re della città, per espiare le sue colpe, compiendo le dodici fatiche. Sempre Eracle, colto da un attimo di follia, gettò dalle mura della città Ifito figlio del re Eurito di Ecalia. Essi stavano cercando il bestiame del re e Ifito convinto dell'innocenza di Eracle si offrì di cercarle assieme a lui.
Nel catalogo delle navi dell'Iliade faceva parte dei territori guidati da Diomede, re di Argo insieme a Stenelo e Anfiloco, durante la guerra di Troia.

## Storia

### Periodo miceneo

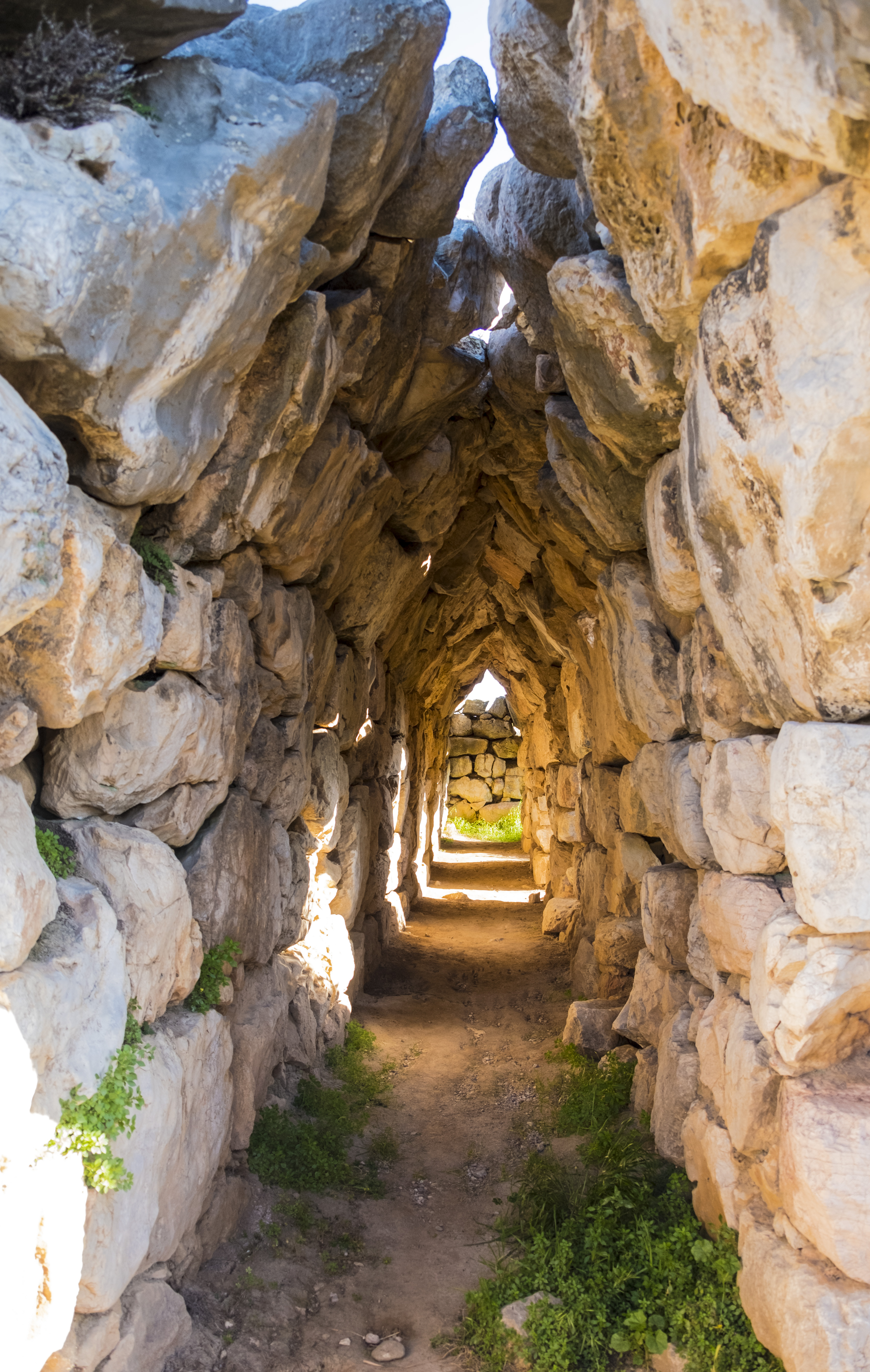
Galleria di Tirinto (vedi Nuraghe Santu Antine)

L'area è stata abitata fin dai tempi preistorici. Il piccolo insediamento neolitico fu seguito, a metà del III millennio a.C., da un fiorente insediamento preellenico situato a circa 15 km a sud est di Micene, su una collina lunga 300 m, larga 45–100 m, e non più di 18 metri di altezza. Di questo periodo sopravvisse, sotto il cortile di un palazzo miceneo, un'imponente struttura circolare di 28 metri di diametro, che sembra essere stato un luogo fortificato di rifugio per gli abitanti della città in tempo di guerra e/o la residenza di un re. La sua base era imponente, ed era costituita da due muri concentrici in pietra, tra i quali vi erano altri tagli trasversali, in modo che lo spessore raggiungesse i 45 m. La sovrastruttura era in argilla e il tetto era fatto con piastrelle cotte al fuoco.
I primi abitanti greci, i creatori della civiltà medio-elladica e la civiltà micenea, si stabilirono a Tirinto all'inizio del periodo medio (2000-1600 a.C.), anche se la città raggiunse la sua maggiore crescita durante il periodo miceneo. L'Acropoli fu costruita in tre fasi, la prima alla fine del periodo tardo elladico II (1500-1400 a.C.), la seconda in quella tardo-elladica III (1400-1300 a.C.) e la terza alla fine del periodo tardo-elladico IIIB (1300-1200 a.C.). Le rovine superstiti della cittadella micenea risalgono alla fine del terzo periodo. La città vera e propria circondava l'acropoli nella pianura sottostante.

### Decadenza
Nel XIII secolo a.C. un importante terremoto causò parecchi danni alle strutture, mentre nel XII secolo a.C. furono costruiti degli insediamenti circostanti.
Il disastro che colpì i centri micenei alla fine dell'Età del Bronzo con l'invasione dei Dori (1000 a.C.) che diffuse anche il dialetto dorico colpì anche Tirinto, ma è certo che l'area del palazzo fu abitata ininterrottamente fino alla metà dell'VIII secolo a.C. (poco più tardi vi fu un tempio costruito tra le rovine del Palazzo). 
All'inizio del periodo classico Tirinto, come Micene, divenne una città relativamente insignificante e dipendente, per la sua vicinanza, ad Argo, città su cui aveva dominato in tempi micenei.
Quando Cleomene I di Sparta sconfisse gli Argivi, secondo Erodoto i loro schiavi occuparono Tirinto per molti anni. Erodoto menziona anche che Tirinto prese parte alla battaglia di Platea nel 480 a.C. con 400 opliti contro i Persiani.
Anche se in declino, Micene e Tirinto disturbavano gli argivi, che nella loro propaganda politica volevano monopolizzare la gloria dei leggendari (e mitici) antenati. Nel 468 a.C. Argo distrusse completamente sia Micene che Tirinto e trasferì – secondo Pausania – i residenti ad Argo, per aumentare la popolazione della città. Tuttavia, Strabone dice che molti Tirintesi si trasferirono per fondare la città di Halieis, la moderna Porto Heli. All'arrivo dei Romani però la città e il palazzo vennero ricostruiti e Tirinto venne nuovamente ripopolata. Venne completamente abbandonata durante il medioevo. Oggi vicino alle rovine esiste l'insediamento di Nea Tiryntha, con circa 3000 abitanti e sorto nel periodo bizantino.
Nonostante la sua importanza, gli storici e gli scrittori hanno dato poco valore a Tirinto, ai suoi sovrani e alle sue tradizioni mitiche. Pausania ha dedicato un breve commento a Tirinto, scrivendo che due muli che si univano non avrebbero potuto muovere nemmeno le pietre più piccole delle mura.
(Pausania, II 25.7)
I viaggiatori di epoca più recente, in viaggio verso la Grecia alla ricerca di luoghi in cui vivevano gli eroi degli antichi testi, non riuscivano a cogliere l'importanza della città.

## Il palazzo

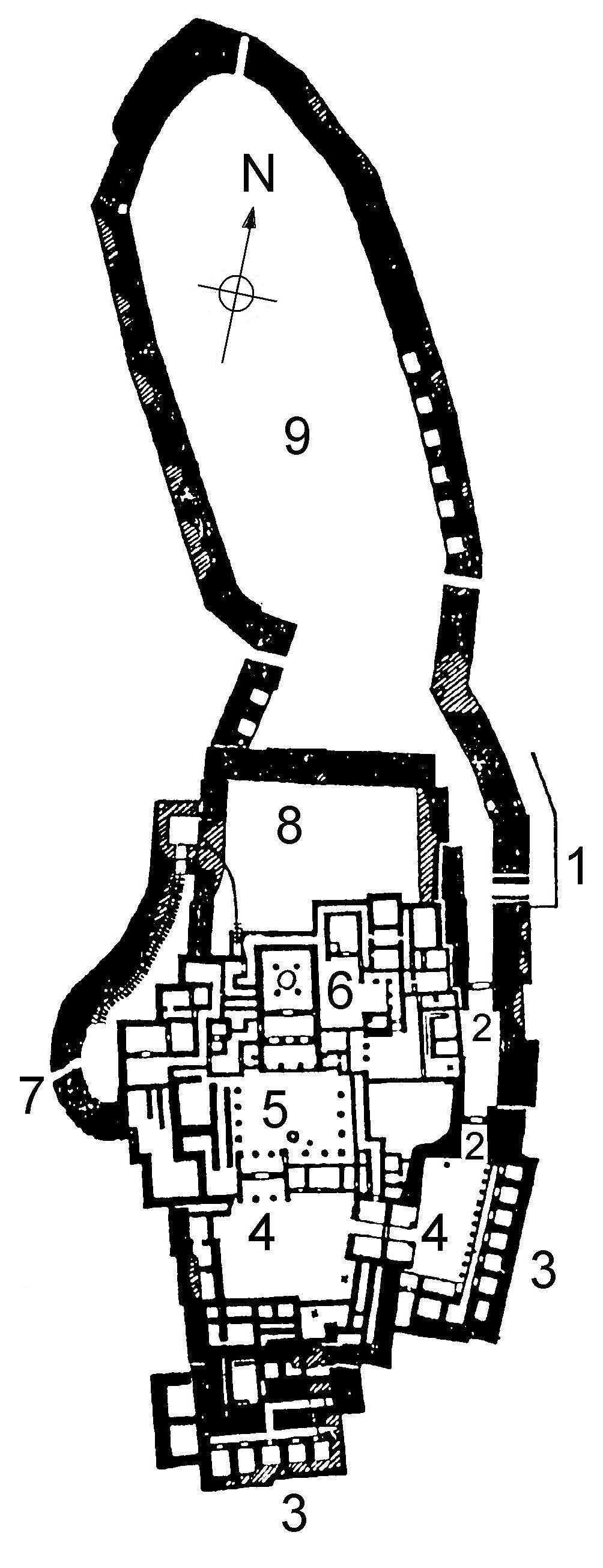
Pianta di Tirinto: 1. Accesso al sito - 2. Porta della fortezza - 3. Casematte - 4. Cortile interno - 5. Sala del palazzo - 6. ("Megaron") ed edifici adiacenti - 7. Porta di uscita - 8. Parte mediana - 9. Parte inferiore

Al sito si accede da est (1) con un ingresso (2) che conduce alla parte alta tramite una rampa di 47 m.
Il palazzo vero e proprio è costituito da un cortile interno con un quadriportico (4) al cui ingresso è sistemato un altare. In fondo c'è il prodromos (cioè l'antisala), costituito da due colonne tra pilastri angolari quadrati che porta nella prima camera mediante tre porte. Una porta dà accesso ad un ampio locale dalla forma allungata, il mégaron (6), coperto da un soffitto sorretto da colonne lignee con basi di pietra, dove un'apertura permetteva l'uscita del fumo del focolare posto al centro della sala. Le pareti erano affrescate ed anche il pavimento presentava decorazioni. Il carico dei pilastri viene smorzato da alcune colonne piazzate simmetricamente, che determinano la suddivisione in tre parti della sala. Le stanze a destra e a sinistra, più ridotte di dimensioni, fungevano da magazzini e uffici.
A nord rispetto alla parte più alta si trova la zona mediana (8) del castello. La parte più bassa del castello (9) è il punto più a nord circondato da mura e stanze di servizio per il castello e le guardie.
Ritrovamenti nella zona superiore attestano anche la presenza di antichi culti religiosi come quello di Era, Atena e Apollo.

## Letteratura
Ne narrano sia Esiodo che Omero, nell'Iliade. Nella letteratura del Novecento è uno dei luoghi del viaggio di Henry Miller, ne Il colosso di Marussi.